# ホーリーヘッド駅
ホーリーヘッド駅（英語:Holyhead station、ウェールズ語：Caergybi）は、ウェールズ北部のホーリーヘッドにある鉄道駅である。フェリーターミナルが併設されており、ノース・ウェールズ・コースト線の終点であるとともにアイルランドへ向かうフェリーとの連絡駅となっている。
当駅には、トランスポート・フォー・ウェールズとアヴァンティ・ウェスト・コーストが乗り入れており、チェスターやバーミンガム・ニューストリート駅、ロンドン・ユーストン駅などへ向かう列車が発着している。また、フェリーターミナルからは、アイルランドのダブリンへ向かうフェリーが出ている。
2006年に歩行者連絡橋が完成し、中心部と駅との行き来が容易になった。

## 隣の駅
ナショナル・レール
■トランスポート・フォー・ウェールズ
ノース・ウェールズ・コースト線
ホーリーヘッド駅 - ヴァリー駅
■アヴァンティ・ウェスト・コースト
ロンドン・ユーストン - ホーリーヘッド（ノース・ウェールズ・コースト線）
ホーリーヘッド駅 - バンガー駅